# Raz Malhotra
Raz Malhotra è un personaggio dei fumetti ideato da Nick Spencer (testi) e Ramon Rosanas (disegni), pubblicato dalla Marvel Comics. La sua prima apparizione è in Ant-Man Annual (vol. 1) n. 1 del 2015.
È un omosessuale che ha assunto l'identità del secondo Giant-Man, entrando nelle Soluzioni per la Sicurezza Ant-Man con a capo Scott Lang. È un uomo con ampie conoscenze riguardo alle intelligenze artificiali.

## Biografia del personaggio

### Origini
Raz Malhotra è un grande studioso di intelligenze artificiali. Tuttavia, dopo gli avvenimenti di Age of Ultron, ha dovuto dire addio alla sua promettente carriera. Utilizzato come pedina da Testa d'Uovo (il quale voleva vendicarsi di Henry Pym), viene salvato da Giant-Man e Ant-Man II. Raz collabora così con gli eroi per sconfiggere Testa d'Uovo. Dopo quest'avventura e la morte apparente di Hank Pym, Scott Lang invita Malhotra a vestire i panni di Giant-Man nelle sue Soluzioni per la Sicurezza Ant-Man.

### Il Nuovo Giant-Man
Raz Malhotra ha accettato la proposta del nuovo lavoro di Lang alle Ant-Man Security Solutions, diventando Giant-Man II venendo addestrato da Scott Lang dopo aver quasi distrutto il Golden Gate Bridge.